# Geoje
Geoje (kor. 거제시) – miasto w południowej części Korei Południowej, w prowincji Gyeongsang Południowy, na wyspie o tej samej nazwie. Około 230 tys. mieszkańców.
Siedziba dużej stoczni należącej do koncernu Samsung Heavy Industries

## Miasta partnerskie
- Longjing (Chiny)